# Goioxim
Goioxim es un municipio brasilero del estado del Paraná. Su población estimada en 2007 era de 7.976 habitantes.

## Historia
Creado a través de la Ley Estatal nº 11.183 del 30 de octubre de 1995, fue separado del Municipio de Cantagalo.

## Toponimia
Goioxim es una palabra indígena que significa río pequeño. De la lengua caingangue goio: río; y xin: pequeño.